# Heavy
Heavy és una pel·lícula estatunidenca de James Mangold estrenada el 1995.

## Argument
Pete & Dolly és un restaurant en una carretera poc freqüentada a l'Estat de Nova York. Dolly, vídua nostàlgica, n'és la imponent propietaria; Victor, el seu fill, especialista en pizzes és el cap cuiner. Obès i introvertit, viu sota l'invasor domini de la seva mere. Delores, cambrera sexy i Leo el pilar de bar completen l'ambient. La vida de tot aquest petit món serà regirada quan sorgeix un dia Callie, encisadora jove, en busca d'un treball. Victor se n'enamora.

## Repartiment
- Liv Tyler: Callie
- Shelley Winters: Dolly
- Pruitt Taylor Vince: Victor
- Deborah Harry: Dolores
- Joe Grifasi: Leo